# Samantha Carter
Stotnica/majorka/podpolkovnica Samantha Carter je ena izmed osrednjih likov serije Zvezdna vrata. Nastopati začne v prvem delu prve sezone kot stotnica, ki je prišla iz Pentagona. V tretji sezoni postane majorka, v osmi pa podpolkovnica. Njen oče je Jacob Carter, ki je tudi gostitelj Tok´re Selmaka.
Je članica skupine SG-1 in poznavalka fizike ter astrofizike.

## Ostali liki serije Zvezdna vrata
- Jonathan Jack O'Neill
- Daniel Jackson
- Teal´c

http://stargate80048436282250.webs.com Arhivirano 2012-03-01 na Wayback Machine.